# موریس اله
موریس اله (به فرانسوی: Maurice Allais) (زاده ۳۱ مه ۱۹۱۱ – درگذشته ۹ اکتبر ۲۰۱۰) اقتصاددان فرانسوی بود که در سال ۱۹۸۸ موفق به دریافت جایزه نوبل در اقتصاد شد.

## زندگی‌نامه
موریس در ۳۱ مه ۱۹۱۱ در پاریس، فرانسه به دنیا آمد. او تحصیلات ابتدایی خود را در مدرسه پلیتکنیک پاریس سدری نمود و پس از ان وارد دانشکده ملی معدن پاریس شد.